# Pnorisa conica
Pnorisa conica är en insektsart som beskrevs av Boris Petrovich Uvarov 1953. Pnorisa conica ingår i släktet Pnorisa och familjen gräshoppor. Inga underarter finns listade i Catalogue of Life.